# JR東日本フーズ
株式会社JR東日本フーズ（ジェイアールひがしにほんフーズ）は、2020年4月1日から2021年3月31日の間に存在していた東京都台東区に本社を置いていた東日本旅客鉄道（JR東日本）の飲食事業子会社である。

## 概要
主に、JR東日本やその関連会社を中心に、各種飲食店の運営、社員食堂の運営受託、駅弁販売店の運営、弁当・サンドイッチ・おにぎり等の製造（NewDaysなどに出荷）を行っている。
JR東日本フーズは、日本レストランエンタプライズ（以下NRE）とジェイアール東日本フードビジネス（以下JEFB）というJR東日本グループの2企業が合併して発足したものである。手続き上NREを存続会社としたため、法人格はNREのものを受け継いでいる。
NREは、旧日本国有鉄道（国鉄）の食堂車で営業を行っていた業者の共同出資により事業統合して発足した企業である日本食堂株式会社をルーツにもつ。同社は国鉄分割民営化に伴い、各旅客鉄道会社の営業エリアに沿う形で分社化・資本分離され、本体である日本食堂はJR東日本の営業エリアを受け持つこととなり、後年「日本レストランエンタプライズ」に改称したものである。日本食堂時代から、主要駅の食堂なども手掛けていた。ただし、車内販売とアテンダント業務は、2019年（令和元年）7月1日に株式会社JR東日本サービスクリエーションに移管している。
JEFBは、東日本旅客鉄道の「レストラン事業展開の中核会社」として1989年（平成元年）に発足した企業で、レストラン事業を営んでいた。
しかし、統合から1年後の2021年（令和3年）4月1日付でJR東日本リテールネットと合併し、「JR東日本クロスステーション」に再編されることとなり、日本食堂時代から続く法人格が消滅した。これ以降は、同社の社内カンパニーである「フーズカンパニー」が事業を継承している。

## 沿革
- 2020年（令和2年）
  - 4月1日 - 株式会社日本レストランエンタプライズがジェイアール東日本フードビジネス株式会社を合併し、商号を株式会社JR東日本フーズに変更[5][6]。
- 2021年（令和3年）
  - 4月1日 - JR東日本リテールネットを存続会社として、当社、JR東日本ウォータービジネス、および鉄道会館を合併してJR東日本クロスステーションが発足し、法人格消滅[7]。

## ブランド
2020年4月1日現在。

### 店舗ブランド
●は旧NREのブランド、◇は旧JEFBのブランド（いずれもフランチャイズを含む）。★は会社発足後に誕生またはフランチャイズを開始したブランド。
| - ◇ BECK'S COFFEE SHOP - BECK'S STATION LOUNGE - ◇ 5 CROSSITIES COFFEE - ◇ B-CAFE - ◇ ドリップマニア - ◇ のものキッチン - ◇ 珈琲研究所 - ★ スターバックス - ◇ HINT INDEX CAFE - ◇ ハミングカフェ バイ プレミィ・コロミィ - ◇ 鉄道博物館 キッズカフェ - ◇ カフェタマ - ◇ unauカフェ＆キッチン - ● いろり庵きらく - ● そばいち - ● 国産二八蕎麦 蕎香 - ● 駅そば - ● 大江戸そば - ● あじさい茶屋 - ● 野州そば - ● 奥多摩そば - ● 濱そば - ● そば処中山道 - ● 喜多そば - ● 土浦華月庵 - ● 清流そば - ● 道中そば - ● そば処あさか - ● 八起家 - ● そば・うどん八起家 - ● 菜の花そば - ● 大船軒 - ● べにばな屋 - ● かまくらそば - ◇ あずみ - ● 武蔵野うどん こぶし - ● 手延べうどん 水山 - ★ 蕎麦29東京 - ◇ Becker's - ◇ R・ベッカーズ - ◇ Becker's×PRONTO - ◇ ラヴァンデリ - ◇ Wa’s sandwich - ● T'sたんたん - ● 東京じゃんがら - ● TOKYO豚骨BASE MADE by 一風堂 - ● らーめん粋家 - ◇ 長崎みろくや - ◇ 華らんたん - ◇ 四川担担麺阿吽 - ◇ 一得餃子房 | - ◇ ほんのり屋 - ◇ 築地魚河岸 まぐろ一代 - ◇ うず潮 - ● 十日町すこやかファクトリー - ● おにぎり処 こんがりや - ● おにぎり処 えんむすび - ● 穂まれや - ● ふるさと料理 福膳 - ● おにぎり てまり - ◇ HONEY'S BAR - ◇ リトルマーメイド - ◇ アンデルセン - ◇ デイジイ東京 - ◇ ロッド - ◇ 東京あんぱん 豆一豆 - ◇ ブランジェ浅野屋 - ◇ Danish Bar - ◇ 神戸屋ベレッツア - ◇ メープルハウス - ◇ ベルズクレープ - ● 天ぷら けやき - ● 羅かん - ● 繁乃井 - ● 串はん - ● 華祭 - ● そばじ - ● とんかつ銀座梅林 - ● あぶり丼浜とん - ● 蕎麦と酒 いろり庵 - ● ぶんか亭 - ● 為御菜 - ● 旬彩紀行やよい - ◇ かよひ路 - ◇ はいり屋 - ● ビモン - ● トレインレストラン日本食堂 - ● リーゾカノビエッタ - ◇ ブラボー - ◇ トレタッテ - ◇ ほぉーバル - ● スタシェーン - ◇ RailwayClub - ● Cafe Wheel Bar by PRONTO IL BAR - ● BEER&CAFE RAIL - ◇ ポタパスタステーションカフェ - ◇ シェフズキッチンカレー厨房 - ◇ ナポリの旋風 - ● カレーステーション - ● Tokyo Food Bar - ● ビューレストラン - ● グッディ - ● ラ・ピシーヌ - ★ JAPAN RAIL CAFÉ - ● さくらステーションKINONE - ◇ 日高屋 - ◇ おむすび専科 - ◇ サンエトワール - ◇ 群言堂 - ◇ Ichigendo - ◇ 吉野家 - ◇ 車 - ◇ 大釜屋 - ● 瑪蜜黛 - ● 親父の製麺所（期間限定） |

## 事業所
2020年4月1日現在。●は旧NREの組織、◇は旧JEFBの組織。各本部の名称は専らNRE側のものを継承している。
| 外食事業本部の組織図は、旧NREの組織と旧JEFBの組織の2つに山が大きく分かれている。 - ● 外食企画部 - ● そば営業部 - ● 外食営業部 - ● コントラクトG - ● レストランG - ● TSC営業部 - ◇ 営業推進部 - ◇ ベックス営業部 - ◇ ベッカーズ営業部 - ◇ ファーストフード営業部 - ◇ ベーカリー営業部 - ◇ レストラン営業部 | - ● 弁当企画部 - ● 弁当営業部 - ● 東京弁当営業支店 - ● 生産管理部 - ● 安全管理部 - ● 営業部 - ● 物流営業部 - ● 物流営業支店 - ● 戸田工場（埼玉県戸田市） - ● 浦和工場（埼玉県さいたま市） - ● 十日町すこやかファクトリー - ● 仙台調理センター |

## 関連会社
●は旧NREの関連会社、◇は旧JEFBの関連会社。
- ● 株式会社日本ばし大増
- ● 株式会社エヌアールイーサービス
- ● 株式会社大船軒
- ● 株式会社エヌアールイー東北サービス
- ● 株式会社NRE高崎サービス→2022年4月1日付でJR東日本クロスステーションに吸収合併され解散[13]
- ◇ ジェフビーサービス株式会社→2022年4月1日付で株式会社エヌアールイーサービスに吸収合併され解散[14]